# Барза (Олт)
Барза (рум. Barza) — село у повіті Олт в Румунії. Входить до складу комуни Туфень.
Село розташоване на відстані 104 км на захід від Бухареста, 34 км на схід від Слатіни, 77 км на схід від Крайови.

## Населення
За даними перепису населення 2002 року у селі проживали 706 осіб. Усі жителі села рідною мовою назвали румунську.
Національний склад населення села:
| Національність | Кількість осіб | Відсоток |
| -------------- | -------------- | -------- |
| румуни         | 690            | 97,7%    |
| цигани         | 16             | 2,3%     |